# Saito Shota
Shota Saito (齋藤 翔太 (Trai-Đằng Tường-Thái) Saitō Shōta, sinh ngày 15 tháng 6 năm 1994) là một cầu thủ bóng đá người Nhật Bản.

## Sự nghiệp thi đấu
Shota Saito thi đấu cho FC Machida Zelvia và Azul Claro Numazu từ năm 2013 to 2015.